# Fetz Domino
Fetz Domino war ein Gospelchor mit Band aus Karlsruhe.
Sein Stil war eine Mischung aus Gospel, Soul, Pop und Lobpreis.
Der Chor gestaltete in loser Folge Gottesdienste, Benefizkonzerte und andere Veranstaltungen im nordbadischen Raum mit; Höhepunkt waren Auftritte auf der Expo 2000 in Hannover.
Der Chor bestand aus etwa 30 Sängern, vier Musikern (Schlagzeug, E-Bass, Keyboard sowie Perkussion/Saxophon) und einigen Ton- und Lichttechnikern, die außer ihrem künstlerischen auch ein evangelistisches Interesse verbindet. Nach dem 20-jährigen Bestehen des Chores übergab Chorgründer Peter Lauber im Sommer 2012 die Leitung des Chores an Cornelia Kraut.
Im Juli 2019 fand nach 27 Jahren Bestehen das Abschiedskonzert von Fetz Domino in Remchingen statt.

## Diskografie
- 1996: Fetz Domino Live (Konzertmitschnitt)
- 2000: Glory to God (Konzertmitschnitt)
- 2005: Messengers of Christ (Studioaufnahme)
- 2013: Still Going On (Konzertmitschnitt)

## Sonstiges
Der Name des Chores besteht aus einem umgangssprachlichen Imperativ und einem lateinischen Dativus Commodi, bedeutet Fetz für den Herrn! und lehnt sich gleichzeitig an den des amerikanischen Musikers Fats Domino an.
2004 haben Chormitglieder den Kinderchor Fetz DoMinis gegründet, der nach einigen Jahren aufgelöst wurde.